# 浮田正道
浮田 正道（うきた まさみち、宝永1年（1704年） - 寛延3年6月15日（1750年7月18日））は、江戸時代中期の人物。八丈島に配流となった宇喜多一族。通称は、作大夫、忠平。父は浮田正忠。子に正平、正休、正生、継諦、娘（浮田秀玄の妻）、娘（三太夫の妻）。兄に正寿。

## 生涯
宝永1年（1704年）、浮田忠平家の当主浮田正忠の次男として生まれる。
兄正寿より家督を譲られ、浮田忠平家の当主となる。
寛延3年（1750年）に死去。享年47（戒名、玄与道幻信士）。